# 黒と白の館
『黒と白の館』はHBO(日本ではスター・チャンネルが放送)のファンタジー・ドラマ・シリーズである『ゲーム・オブ・スローンズ』の第5章『竜との舞踏』の第2話である。プロデューサーでもあるデイヴィッド・ベニオフ と D・B・ワイスによって、原作『剣嵐の大地』、『乱鴉の饗宴』、『竜との舞踏』に基づいて脚本が書かれ、マイケル・スロヴィスが監督した。
ドーンから脅迫が届き、ジェイミーはブロンとともにミアセラ救出の旅に出る。サムの運動で、ジョンがナイツウォッチの総帥に選ばれる。サンサはブライエニーの奉仕を断る。アリアはブレーヴォスの〈黒と白の館〉に着く。エラリア・サンドはドーランに復讐を求めるが拒否される。ティリオンとヴァリスはヴォランティスに向かう。

## あらすじ

### キングズランディングにて
サーセイ (レナ・ヘディ)とジェイミー(ニコライ・コスター＝ワルドー)のもとに、ドーンから牙に首飾りの掛けられた毒蛇の像の贈り物が届く。サーセイはその首飾りはティリオンがドーンに送り込んだミアセラのものであり、贈り物はドーンからの脅迫であると言う。ジェイミーは、婚約者のロリスと共にストークワース城にいるブロン(ジェローム・フリン)に会いに行き、ロリスに別の男と結婚を命じる手紙を見せる。一緒にミアセラを救出しに行くなら、もっと大きい城のもっと美しい娘と結婚させると言う。
サーセイは、首を持参した二人の賞金稼ぎに会うが、ティリオンの首ではなく失望する。クァイバーン(アントン・レッサー)は研究のためにと首を所望する。サーセイは評議会に出て、〈王の手〉が不在である間、トメン王が新たに任命するまでは自分が臨時に〈王の手〉を務めると宣言する。メイス・タイレル(ロジャー・アシュトン＝グリフィス)を海軍大臣に加えて大蔵大臣とし、クァイバーンをスパイの元締めとする。叔父のケヴァン(イアン・ゲルダー)を陸軍大臣に任命しようとするが、ケヴァンは拒否し、太后でしかないサーセイには何の権力もなく、ごますりで埋まった評議会の席には興味がないと言い放つ。サーセイの命令を無視し、トメンから直に話があるまでは、キャスタリー・ロックに戻ると言う。

### 〈壁〉にて
図書室で、ジリ(ハンナ・マリー)はシリーン(ケリー・イングラム)から読み方を教わるが、母親のセリース(タラ・フィッツジェラルド)がやめさせる。ジョン・スノウ(キット・ハリントン)はマンス・レイダーを楽に死なせたことで、スタニス・バラシオン(スティーヴン・ディレイン)に詰問される。スタニスは〈熊の島〉のリアナ・モーモントから届いた手紙を見せる。そこには、前総帥であるジオー・モーモントの一族が王と認めるのはスターク家だけだとある。ダヴォス・シーワース(リアム・カニンガム)は、今夜〈冥夜の守人〉(ナイツ・ウォッチ)が新総帥を選び、ジョンを憎むアリザー・ソーンが優勢だと言う。スタニスは、膝まずいて忠誠を誓えば、ジョンを嫡出子のジョン・スタークとし、ウィンターフェルの城主にすると言う。
大広間で、ジョンはサム(ジョン・ブラッドリー)に、ナイツ・ウォッチに誓いを立てたためにスタニスの申し出を断ると言う。メイスター・エイモン(ピーター・ヴォーン)は候補者の選出を始める。ジャノス・スリント(Dominic Carter)はサー・アリザーが唯一の選択だと言い、投票を呼び掛ける。別のブラザーは〈影の塔〉の指揮官デニス・マリスター(J・J・マーフィー)への投票を呼び掛ける。投票の寸前、サムはジョンの名前を挙げて投票を呼びかけ、ジョンが〈クラスターの砦〉への襲撃を率いてモーモント総帥の仇を討ったこと、〈黒の城〉の防衛を指揮したことを思い出させる。投票が終わり、ジョンとサー・アリザーの票は同数となる。メイスター・エイモンは自分の票をジョンに投じ、ジョンが第998代の新総帥となる。

### 〈谷〉にて
ブライエニー(グェンドリン・クリスティー)とポドリック(ダニエル・ポートマン)は宿屋で休み、サンサ(ソフィー・ターナー)とピーター・ベイリッシュ(エイダン・ギレン)が食事をしているのに気づく。ブライエニーは近づいてサンサに忠誠を誓い、共に立ち去ろうと請うが拒否される。ベイリッシュはブライエニーを捕えようとするが、ブライエニーはポドリックと共に逃げる。ポドリックは、もう誓いから解放されたのではないかと語るが、ブライエニーはベイリッシュが邪悪な男であり、サンサを救わなければならないと言う。

### ブレーヴォスにて
アリア(メイジー・ウィリアムズ)はブレーヴォスに着き、船長に連れられて〈顔のない男たち〉の本拠である〈黒と白の館〉に着く。ジャクェン・フ=ガー(トム・ヴラシア)からもらった鉄の硬貨を見せるが門番に追い払われる。アリアは館の前に座り数夜を過ごす。その後、諦め、硬貨を海へ投げ捨てた後にブレーヴォスの街中へ行く。街中で泥棒たちに襲われた時、門番が現れて追い払う。門番はジャクェンの顔となり、〈顔のない男たち〉の一員となるためには、自己を捨てなければならないと言う。捨てた硬貨は門番に戻される。

### ドーンにて

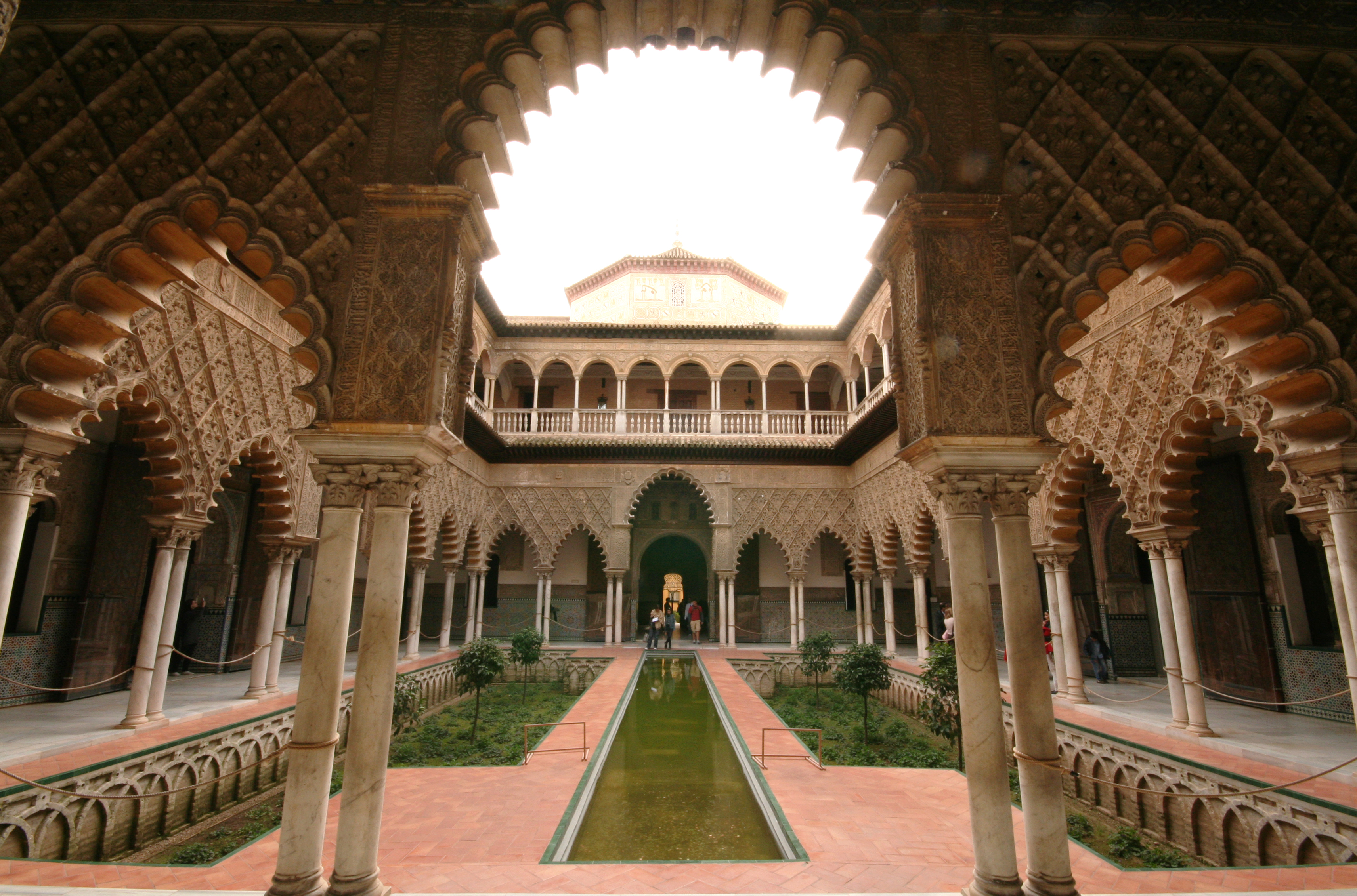
ドーンのウォーターガーデンが撮影されたセビリアのアルカサル宮殿

エラリア・サンド(インディラ・ヴァルマ)は恋し合うトリスタン・マーテル(トビー・セバスチャン)とミアセラ・バラシオン(ネル・タイガー・フリー)の二人を遠くから見た後、ドーンの支配者プリンス・ドーラン・マーテル( アレクサンダー・シディグ)と、その衛士隊長アリオ・ホター(デオビア・オパレイ)に面会する。エラリアはオベリンを殺された報復を要求するが、オベリンは決闘裁判で殺されたのであり、法的には殺人ではないとドーランは言う。エラリアは報復にミアセラの命を要求するが、ドーランははねつける。エラリアは、ドーランも永遠に権力の座にいるわけではないと警告して去る。

### 狭い海の向こう側にて
ティリオン(ピーター・ディンクレイジ)とヴァリス(コンリース・ヒル)は、馬車に隠れてヴォランティスに向かう。
ミーリーンで、ダーリオ・ナハーリス(マイケル・ユイスマン)はグレイ・ワーム(ジェイコブ・アンダーソン)を助けて〈ハーピーの息子たち〉の一人を捕える。モサドール(リース・ノイ)は処刑するようデナーリス(エミリア・クラーク)に求めるが、バリスタン・セルミー(イアン・マッケルヒニー)はすべての囚人に対して公正な裁判が必要だと言い、デナーリスは受け入れる。だがモサドールは命令に背き、自ら囚人を殺す。デナーリスは命令に背いたモサドールを公開の場で処刑するが、かつての主人たちと奴隷たちとの間で争いが起き、デナーリスは逃げ出さざるを得なくなる。夜、ドロゴンがデナーリスの元に来るが、すぐに飛び去る。

## 評判

### 視聴者数
『黒と白の館』は合衆国での初回放送で681万人に視聴され、18-49歳の視聴者層では3.6%の視聴率を獲得した。英国では、第一回の放送から70万人視聴者を減らし、193万人に視聴された。

## 参照
1. ↑  Kondolojy, Amanda (2015年4月21日). “Sunday Cable Ratings: 'Game of Thrones' Tops Night + NBA Playoffs, 'Real Housewives of Atlanta', 'Naked and Afraid' & More”. TV by the Numbers. 2015年4月21日閲覧。
2. ↑  http://www.barb.co.uk/whats-new/monthly-top-10?